# Mari Fukada
Mari Fukada (japanisch 深田 茉莉; * 1. Januar 2007) ist eine japanische Snowboarderin. Sie startet in den Disziplinen Slopestyle und Big Air.

## Werdegang
Fukada wurde im Jahr 2022 japanische Meisterin im Big Air und nahm zu Beginn der Saison 2022/23 im Big Air in Copper Mountain erstmals am Snowboard-Weltcup teil, welchen sie zugleich gewinnen konnte. Im weiteren Saisonverlauf errang sie zwei weitere Top-Zehn-Platzierungen und zum Saisonende den 11. Platz im Park & Pipe-Weltcup sowie den siebten Rang im Big-Air-Weltcup. Zudem wurde sie bei den Winter-X-Games 2023 in Aspen Vierte im Big Air und bei den Weltmeisterschaften 2023 in Bakuriani Achte im Big Air sowie Fünfte im Slopestyle. In der Saison 2023/24 kam sie viermal unter den ersten Zehn, darunter Platz zwei im Big Air in Copper Mountain und erreichte damit den zehnten Platz im Park & Pipe-Weltcup sowie den zweiten Rang im Big-Air-Weltcup. Nach Platz sieben im Slopestyle in Cardrona zu Beginn der Saison 2024/25, holte sie im Big Air in Chur ihren zweiten Weltcupsieg und sprang in Klagenfurt sowie in Peking jeweils auf den zweiten Platz im Big Air. Bei den Winter-X-Games 2025 in Aspen wurde sie Sechste im Big Air. Beim Saisonhöhepunkt, den Weltmeisterschaften 2025 im Engadin, sprang sie auf den vierten Platz im Slopestyle und gewann im Big Air die Bronzemedaille. Zum Saisonende siegte sie im Slopestyle in Calgary und errang in Flachauwinkl den dritten Platz im Slopestyle. Die Saison beendete sie auf dem vierten Platz im Slopestyle-Weltcup und jeweils auf dem zweiten Rang im Park & Pipe-Weltcup sowie im Big-Air-Weltcup.

## Erfolge

### Snowboard-Weltmeisterschaften
- 2023 Bakuriani: 5. Platz Slopestyle, 8. Platz Big Air
- 2025 Engadin: 3. Platz Big Air, 4. Platz Slopestyle

### Winter-X-Games
- 2023 Aspen: 4. Platz Big Air
- 2025 Aspen: 6. Platz Big Air

### Weltcupsiege und Weltcup-Gesamtplatzierungen

#### Weltcupsiege
| Nr. | Datum             | Ort             | Disziplin  |
| --- | ----------------- | --------------- | ---------- |
| 1.  | 17. Dezember 2022 | Copper Mountain | Slopestyle |
| 2.  | 19. Oktober 2024  | Chur            | Big Air    |
| 3.  | 22. Februar 2025  | Calgary         | Big Air    |

#### Weltcup-Gesamtplatzierungen
| Saison  | Park & Pipe | Park & Pipe | Slopestyle | Slopestyle | Big Air | Big Air |
| Saison  | Punkte      | Platz       | Punkte     | Platz      | Punkte  | Platz   |
| ------- | ----------- | ----------- | ---------- | ---------- | ------- | ------- |
| 2022/23 | 199         | 11.         | 85         | 11.        | 114     | 7.      |
| 2023/24 | 235         | 10.         | 20         | 28.        | 215     | 2.      |
| 2024/25 | 465         | 2.          | 241        | 4.         | 305     | 2.      |